# Arsène Darmesteter
Arsène Darmesteter (Château-Salins, 1846 - 1888) fue un filólogo y literato francés.

## Biografía
Nació en Alsacia, de padres judíos. Fue hermano del lingüista James Darmesteter.
Alumno brillante, terminó el bachillerato a los 16 años y se licenció a los 18. Estudia en la por entonces novísima École Pratique des Hautes Études; en 1867 fue alumno de Gaston Paris, gran especialista en el estudio de la Edad Media.
Darmesteter se especializó en el francés antiguo.

## Principales publicaciones
- Traité de la formation des mots composés dans la langue française, comparée aux autres langues romanes et au latin, préface de Gaston Paris (1873)
- Morceaux choisis des principaux écrivains en prose et en vers du s.XVIème, publiés d'après les éditions originales ou les éditions critiques les plus autorisées, et accompagnés de notes explicatives, avec Adolphe Hatzfeld (1876). Plusieurs fois réédité sous le titre Le Seizième Siècle en France : tableau de la littérature et de la langue, suivi de Morceaux en prose et en vers choisis dans les principaux écrivains de cette époque. Texte en ligne
- De la Création actuelle de mots nouveaux dans la langue française et des lois qui la régissent,  thèse de doctorat (1877)
- La Vie des mots étudiée dans leurs significations (1887) (rééd. éditions Champ libre, 1979)

Obras póstumas
- Reliques scientifiques, édité par James Darmesteter (2 volumes, 1890)
- Cours de grammaire historique de la langue française, avec Ernest Muret et Léopold Sudre (1891-1897)
- Dictionnaire général de la langue française du commencement du s.XVIIème à nos jours, précédé d'un traité de la formation de la langue, avec Adolphe Hatzfeld et Antoine Thomas (2 volumes, 1895-1900). Texte en ligne 1 2
- Les Gloses françaises de Raschi dans la Bible, accompagnées de notes par Louis Brandin, et précédées d'une introduction par Julien Weill (2e édition, 1909). Texte en ligne (vol. 1 de l'édition de 1929 : Texte des gloses)
- Le Talmud, préface de Moshé Catane, Éditions Allia, Paris, 1991 ; 1997.